# Laćarak
Laćarak je naselje u Srijemu, u Vojvodini, Srbija.

## Katolička upravna podjela
Laćarak je filijala župe Srijemska Mitrovica. U Laćarku ima 700 katolika.
U Laćarku su do 2002., preko 20 godina rimokatolički vjernici čekali na svoju crkvu, u kojoj su mogli biti na bogoslužju, jer se stara urušila od starosti. Liturgijski život nije uopće postojao, a jedina veza sa svećenstvom je bilo pri blagoslovima kuća i grobova. 
Na katoličku crkvu u Laćarku svibnja 2011. godine postavljena je reflektorska rasvjeta.
Do kraja 1970–tih u Laćarku, selu s inače većinskim pravoslavnim stanovništvom, postojala je katolička crkva u kojoj su svećenici iz Srijemske Mitrovice nedjeljom okupljali vjernike na svetoj misi, dijelili sakramente i katehizirali. Stara crkva se zbog starosti, loše gradnje i slabijeg održavanja urušila, a uz to se i zajednica gasila. Došle su ubrzo zatim i godine kada je postalo teško bilošto poduzeti, bilo dobivanja građevne dozvole, bilo pribavljanja ostale potrebne dokumentacije. U međuvremenu se Laćarak gotovo spojio s gradom Srijemskom Mitrovicom. 2000. godine na blagdan sv. Ane, zaštitnice stare crkve, na temeljima stare crkve, na otvorenom, služeno je misno slavlje. Župnik je na misi pozvao sve vjernike molitvom podržati nova nastojanja oko gradnje nove crkve. 
Stanje je tako bilo do 2001. godine.  Na misi na Anino 2001. slavlje je predvodio pomoćni biskup đakovački i srijemski i generalni vikar za Srijem Đuro Gašparović, a koncelebratori bili su dekan srijemskomitrovački i župnik u Rumi mons. Boško Radielović, grkokatolički župnik u Srijemskoj Mitrovici o. Stefan Pitka, srijemskomitrovački župnik Eduard Španović i župni vikar Krunoslav Đaković. Nakon mise biskup je blagoslovio gradilište i kamen temeljac nove crkve.
Prema projektu zemunskog arhitekta Zdravka Žugaja i suradnika, dimenzije nove crkve trebale bi biti 15 x 7 m, a toranj visine 19 m.
26. srpnja 2003. na blagdan sv. Ane, na dijelu župe Srijemske Mitrovice, srijemskog dijela Đakovačke i Srijemske biskupije osnovana je nova župa Laćarak s filijalama: Martinci, Kuzmin, Divoš, Čalma, Stara Bingula i Manđelos. Do osamostaljenja župe selo Laćarak bilo je najveća filijala župe Srijemska Mitrovica. Vjernici su uglavnom mađarske i hrvatske nacionalnosti. Povijesnom danu euharistijsko slavlje predvodio je Đakovački i Srijemski biskup mons. Marin Srakić, koncelebrirao je pomoćni biskup i generalni vikar za Srijem mons. Đure Gašparovića, šesnaestorica svećenika iz Srijema među kojima četvorica svećenika istočnog obreda, pravoslavni svećenici – prota Milorad Golijan arhijerejski namjesnik iz Srijemske Mitrovice i otac Duško Marijanović, starješina pravoslavnog hrama u Laćarku te brojni dužnosnici i vjernici.
Laćarak je danas sjedište župe sv. Ane, a filijale su Divoš, Kuzmin, Ležimir, Manđelos, Martinci, Stara Bingula. U Laćarku su uprave župe sv. Mihael Arkanđela Erdevik (župa Čalma).

## Povijest
U povijesti je bio graničnim naseljem Vukovske županije iz 1231. godine.

## Kulturni spomenici
- Hambar u Laćarku

## Stanovništvo
U naselju Laćarak živi 10.893 stanovnika, od čega 8.495 punoljetana stanovnika s prosječnom starosti od 38,2 godina (36,9 kod muškaraca i 39,5 kod žena). U naselju ima 3.526 domaćinstva, a prosječan broj članova po domaćinstvu je 3,09.
Prema popisu iz 1991. godine u naselju je živjelo 10.235 stanovnika.
| Etnički sastav 2002. |            |        |
| Narod                | Stanovnika |        |
| Srbi                 | 9.858      | 90,49% |
| Hrvati               | 181        | 1,66%  |
| Mađari               | 148        | 1,35%  |
| Ukrajinci            | 132        | 1,21%  |
| Romi                 | 109        | 1,00%  |
| Jugoslaveni          | 68         | 0,62%  |
| Rusini               | 27         | 0,24%  |
| Slovaci              | 19         | 0,19%  |
| ostali               | 44         | 0,42%  |
| nepoznato            | 224        | 2,04%  |

| broj stanovnika | 4356  | 4455  | 5902  | 8121  | 9718  | 10235 | 10893 |
|                 | 1948. | 1953. | 1961. | 1971. | 1981. | 1991. | 2001. |

## Vanjske poveznice
- Karte, položaj vremenska prognoza
- Satelitska snimka naselja  Arhivirana inačica izvorne stranice od 11. veljače 2021. (Wayback Machine)